# Danh sách ca khúc của Conan Gray
Conan Gray (tên đầy đủ Conan Lee Gray) là một ca sĩ kiêm sáng tác nhạc người Mỹ. Bắt đầu hoạt động âm nhạc chính thức   từ năm 2017, đến nay anh đã gặt hái được một số thành công nhất định với 4 album phòng thu, 1 đĩa mở rộng và 29 đĩa đơn.

## Album phòng thu
| Kid Krow                                                                          | - Released: March 20, 2020 - Label: Republic - Formats: CD, LP, digital download, streaming, cassette | 5              | 26             | 49             | 4              | 20             | 43             | 32             | 32             | 39             | 30             | - RIAA: Platinum - BPI: Silver - MC: Platinum - RMNZ: Platinum |
| Superache                                                                         | - Released: June 24, 2022 - Label: Republic - Formats: CD, LP, digital download, streaming, cassette  | 9              | 8              | 14             | 24             | 8              | 9              | 38             | 11             | 13             | 8              | - ARIA: Gold - BPI: Gold - MC: Gold - RMNZ: Gold               |
| Found Heaven                                                                      | - Released: April 5, 2024 - Label: Republic - Formats: CD, LP, digital download, streaming, cassette  | 14             | 10             | 8              | 98             | 26             | 12             | —              | 33             | 15             | 4              |                                                                |
| Wishbone                                                                          | - Scheduled: August 15, 2025 - Label: Republic - Formats: CD, LP, digital download, streaming         | To be released | To be released | To be released | To be released | To be released | To be released | To be released | To be released | To be released | To be released | To be released                                                 |
| "—" denotes a recording that did not chart or was not released in that territory. | |                |                |                |                |                |                |                |                |                |                |                                                                |

## Đĩa mở rộng
| Tựa đề        | Chi tiết                                                                                   | Thứ hạng trên các bảng xếp hạng | Thứ hạng trên các bảng xếp hạng | Thứ hạng trên các bảng xếp hạng |
| Tựa đề        | Chi tiết                                                                                   | US                              | US Heat.                        | UK Down.                        |
| ------------- | ------------------------------------------------------------------------------------------ | ------------------------------- | ------------------------------- | ------------------------------- |
| Sunset Season | - Ra mắt: 16 tháng 11 năm 2018 - Hãng đĩa: Republic, UMG - Định dạng: CD, Vinyl, Streaming | 116                             | 2                               | 57                              |

### Đĩa đơn
| "Idle Town"                                                                       | 2017 | —  | —  | —  | —  | —  | —  | —  | —  | —  | —  | | Sunset Season                 |
| "Grow"                                                                            | 2017 | —  | —  | —  | —  | —  | —  | —  | —  | —  | —  | | Non-album single              |
| "Generation Why"                                                                  | 2018 | —  | —  | —  | —  | —  | —  | —  | —  | —  | —  | | Sunset Season                 |
| "Crush Culture"                                                                   | 2018 | —  | —  | —  | —  | —  | —  | —  | —  | —  | —  | - ARIA: Gold                                                                                              | Sunset Season                 |
| "The Other Side"                                                                  | 2019 | —  | —  | —  | —  | —  | —  | —  | —  | —  | —  | | Non-album singles             |
| "The King"                                                                        | 2019 | —  | —  | —  | —  | —  | —  | —  | —  | —  | —  | | Non-album singles             |
| "Checkmate"                                                                       | 2019 | —  | —  | —  | —  | —  | —  | —  | —  | —  | —  | | Kid Krow                      |
| "Comfort Crowd"                                                                   | 2019 | —  | —  | —  | —  | —  | —  | —  | —  | —  | —  | - RIAA: Gold                                                                                              | Kid Krow                      |
| "Maniac"                                                                          | 2019 | —  | 24 | 41 | —  | 83 | —  | —  | —  | —  | —  | - RIAA: 3× Platinum - ARIA: 4× Platinum - BPI: Gold - MC: 3× Platinum - RMNZ: Platinum                    | Kid Krow                      |
| "The Story"                                                                       | 2020 | —  | —  | 43 | —  | —  | —  | —  | —  | —  | —  | - RIAA: Gold - MC: Gold                                                                                   | Kid Krow                      |
| "Wish You Were Sober"                                                             | 2020 | —  | —  | —  | —  | —  | —  | —  | —  | —  | —  | - RIAA: Gold - ARIA: Gold                                                                                 | Kid Krow                      |
| "Heather"                                                                         | 2020 | 46 | 13 | 1  | 26 | 12 | 21 | 13 | 2  | 41 | 17 | - RIAA: 4× Platinum - ARIA: 4× Platinum - BPI: Platinum - GLF: Gold - MC: 5× Platinum - RMNZ: 2× Platinum | Kid Krow                      |
| "Fake" (with Lauv)                                                                | 2020 | —  | —  | —  | —  | —  | —  | —  | —  | —  | —  | | Non-album singles             |
| "Overdrive"                                                                       | 2021 | —  | —  | —  | —  | —  | —  | —  | —  | —  | —  | - ARIA: Gold                                                                                              | Non-album singles             |
| "Astronomy"                                                                       | 2021 | —  | —  | —  | —  | —  | —  | —  | —  | —  | —  | - ARIA: Gold - MC: Platinum - RMNZ: Gold                                                                  | Superache                     |
| "People Watching"                                                                 | 2021 | —  | —  | —  | —  | —  | —  | —  | 25 | —  | —  | - ARIA: Platinum - BPI: Silver - MC: Platinum - RMNZ: Gold                                                | Superache                     |
| "Telepath"                                                                        | 2021 | —  | —  | —  | —  | 88 | —  | —  | —  | —  | —  | | Đĩa đơn không nằm trong album |
| "Jigsaw"                                                                          | 2022 | —  | —  | —  | —  | —  | —  | —  | —  | —  | —  | | Superache                     |
| "Memories"                                                                        | 2022 | —  | —  | —  | 75 | 69 | —  | —  | —  | —  | —  | - ARIA: Platinum - BPI: Silver - MC: Platinum - RMNZ: Gold                                                | Superache                     |
| "Yours"                                                                           | 2022 | —  | —  | —  | —  | —  | —  | —  | —  | —  | —  | | Superache                     |
| "Disaster"                                                                        | 2022 | —  | —  | —  | —  | —  | —  | —  | —  | —  | —  | | Superache                     |
| "Never Ending Song"                                                               | 2023 | —  | —  | —  | —  | —  | —  | —  | —  | —  | —  | | Found Heaven                  |
| "Winner"                                                                          | 2023 | —  | —  | —  | —  | —  | —  | —  | —  | —  | —  | | Found Heaven                  |
| "Killing Me"                                                                      | 2023 | —  | —  | —  | —  | —  | —  | —  | —  | —  | —  | | Found Heaven                  |
| "Lonely Dancers"                                                                  | 2024 | —  | —  | —  | —  | —  | —  | —  | —  | —  | —  | | Found Heaven                  |
| "Alley Rose"                                                                      | 2024 | —  | —  | —  | —  | —  | —  | —  | —  | —  | —  | | Found Heaven                  |
| "Holidays"                                                                        | 2024 | —  | —  | —  | —  | —  | —  | —  | —  | —  | —  | | Đĩa đơn không nằm trong album |
| "This Song"                                                                       | 2025 | —  | —  | —  | —  | —  | —  | —  | —  | —  | —  | | Wishbone                      |
| "Vodka Cranberry"                                                                 | 2025 | —  | —  | —  | —  | 93 | —  | —  | —  | —  | 93 | | Wishbone                      |
| "—" denotes a recording that did not chart or was not released in that territory. |      |    |    |    |    |    |    |    |    |    |    | |                               |

### Các ca khúc khác lọt vào bảng xếp hạng
| Tựa đề                                                                            | Năm phát hành | Thứ tự trên các bảng xếp hạng | Thứ tự trên các bảng xếp hạng | Chứng nhận                                             | Album         |
| Tựa đề                                                                            | Năm phát hành | IRE                           | NZ Hot                        | Chứng nhận                                             | Album         |
| --------------------------------------------------------------------------------- | ------------- | ----------------------------- | ----------------------------- | ------------------------------------------------------ | ------------- |
| "Lookalike"                                                                       | 2018          | —                             | —                             | - ARIA: Gold                                           | Sunset Season |
| "Affluenza"                                                                       | 2020          | —                             | 36                            |                                                        | Kid Krow      |
| "The Cut That Always Bleeds"                                                      | 2020          | —                             | —                             | - RIAA: Gold - ARIA: Gold - BPI: Silver                | Kid Krow      |
| "Movies"                                                                          | 2022          | —                             | 28                            |                                                        | Superache     |
| "Family Line"                                                                     | 2022          | 90                            | 24                            | - ARIA: Platinum - BPI: Silver - MC: Gold - RMNZ: Gold | Superache     |
| "Best Friend"                                                                     | 2022          | —                             | 32                            |                                                        | Superache     |
| "The Exit"                                                                        | 2022          | —                             | —                             | - ARIA: Gold                                           | Superache     |
| "Fainted Love"                                                                    | 2024          | —                             | 36                            |                                                        | Found Heaven  |
| "Bourgeoisieses"                                                                  | 2024          | —                             | 39                            |                                                        | Found Heaven  |
| "—" denotes a recording that did not chart or was not released in that territory. |               |                               |                               |                                                        |               |